# Општи резерват природе Прокоп
Општи резерват природе Прокоп део је планине Велики Јастребац и заштићено природно добро од изузетног значаја, односно заштићено природно добро I категорије. Налази се на подручју општине Крушевац и обухвата површину од 5,91 хектара. Под заштитом државе је од 2008. године. Уредбом о проглашењу парка природе Велики Јастребац 2024. године, ОРП Прокоп је изгубио статус резервата и постао је део проглашеног парка природе у I режиму заштите.

## Одлике
Изузетно повољно станиште са оптималним земљишним и климатским условима. Смештен је у централном делу планине Јастребац, на висини од 580—650 метара надморске висине, на другом гребену који се спушта ка западу, правцем југозапад—северозапад. Резерват Прокоп је први пут стављен под заштиту 1958. године и један је од првих проглашених резервата у Србији, када је Завод за заштиту природе и научно проучавање природних реткости Народне Републике Србије (Завод за заштиту природе Србије), донео Решење о заштити.

## Биљни и животињски свет
Прокоп је резерват природе у којем још увек могу да се виде бајковите шуме бреза и висока сребрна стабла букви. Овде има и храста, граба, јавора и јасена, а од четинара јеле. Има и свих врста печурки. Масовна појава бреза у овом пределу настала је на терену који је био захваћен пожаром 1917. године, немарношћу човека, тако да су ове шуме настале из пепела горостасних храстова и букава. Што се тиче животињског света, огроман број животиња које настањују планину Јастребац, такође се могу видети и у резервату Прокоп. Неке од тих животиња су: дивље свиње, срне, веверице, шумске сове, сенице, као и многе врсте птица.

## Заштита
На подручју резервата природе Прокоп утврђује се режим заштите I степена којим се забрањује коришћење природних богатстава и искључују сви други облици коришћења простора и активности на заштићеном простору, осим научних истраживања и ограничене едукације. Стављен је под заштиту да би се очувала изворна шумска заједница брезе (Betula verrucosa) старости до 70 година, мешовита шумска заједница брезе и планинске букве, шумска заједница планинске букве и брезе, као и шумска заједница планинске букве и да би се очувала станишта природних реткости, нарочито: Риђи шумски мрав, мишар, шумска сова, краткокљуни пузић, шарени даждевњак, јеж, веверица, сиви пух и др, а у интересу науке, образовања и културе. Детаљна истраживања резервата Прокоп обављена су 1996. године када је вршено фитоценолошко истраживање и установљено да је у брезовој шуми дошло до појаве подмлатка букве. Истраживања која је Завод за заштиту природе Србије обавио 2006. године показала су да се бреза у резервату Прокоп може сматрати средњодобном, а поједини примерци достижу висину преко 20 метара и пречнике преко 30 центиметара. Вредност резервата Прокоп је првенствено у научном и стручном смислу, јер се у њему може пратити процес природне сукцесије, у зони типичне инверзије (буква се јавља у зони храстових шума).